# Ловец (област Шумен)
Вижте пояснителната страница за други значения на Ловец.
Ловèц е село в Североизточна България, община Върбица, област Шумен.

## География
Село Ловец се намира на около 30 km юг-югозападно от областния център град Шумен, около 8 km север-североизточно от общинския център град Върбица и около 25 km изток-югоизточно от град Омуртаг. Разположено е в историко-географската област Герлово, край северния бряг на северозападния ръкав на язовир „Тича“, в който се влива течащата от запад Драгановска река (Вардунска река, Вардунско дере), ляв приток на река Голяма Камчия.
Надморската височина в южния край на селото при язовира е около 190 m, нараства към северния му край до около 240 m, а в центъра при сградата на кметството е около 200 m.
На 300 – 400 m източно от селото и около 300 m северно от брега на язовир „Тича“ има микроязовир с площ около един хектар (поземлен имот с кадастрален идентификатор 43949.25.83), който събира водите от няколко извора.
Климатът е умереноконтинентален.
Минаващият през село Ловец общински път води на запад до село Конево и връзка там с първокласния републикански път I-7, водещ на север през село Иваново и град Велики Преслав до връзка при град Шумен с автомагистрала „Хемус“, а на юг – през село Менгишево, град Върбица и пътния възел „Петолъчката“ до връзка с автомагистрала „Тракия“. На изток от село Ловец общинският път води през село Сушина отново до връзка с първокласния път I-7, източно от село Иваново.
Землището на село Ловец граничи със землищата на: село Иваново на север; село Сушина на изток; село Маломир на юг; село Кьолмен на югозапад; село Конево на запад.

## Население
Числеността на населението на село Ловец според преброяванията през годините е както следва:
| \| Година на преброяване \| Численост \| \| --------------------- \| --------- \| \| 1934 \| 1204 \| \| 1946 \| 1306 \| \| 1956 \| 1075 \| \| 1965 \| 785 \| \| 1975 \| 751 \| \| 1985 \| 522 \| \| 1992 \| 493 \| \| 2001 \| 444 \| \| 2011 \| 403 \| \| 2021 \| 284 \| |           |
| Година на преброяване | Численост |
| 1934 | 1204      |
| 1946 | 1306      |
| 1956 | 1075      |
| 1965 | 785       |
| 1975 | 751       |
| 1985 | 522       |
| 1992 | 493       |
| 2001 | 444       |
| 2011 | 403       |
| 2021 | 284       |

Етническият състав на населението на село Ловец по данните за етническите групи според преброяването на населението през 2011 г. е както следва:
|                     | Численост | Дял (в %) |
| Общо                | 403       | 100.00    |
| Българи             | 41        | 10.17     |
| Турци               | 207       | 51.36     |
| Цигани              | 141       | 34.98     |
| Други               | –         | –         |
| Не се самоопределят | 12        | 2.97      |
| Неотговорили        | 2         | 0.49      |

## История
Селото е в България от 1878 г. През 1934 г. дотогавашното му име Хасаново е променено на Евдокия, а през 1947 г. името Евдокия е променено на Ловец.
Народно основно училище „Христо Ботев“ в село Ловец е създадено през 1907 г. Вероятно проблеми с училището са наложили ново негово създаване през 1948 г. През периода 1963 – 1975 г. училището има 7 паралелки и средно от 126 до 189 ученици с 11 учители. През учебната 1991/1992 г. се обучават 80 деца в 8 самостоятелни паралелки и 2 полуинтернатни групи. Децата не владеят добре писмено и говоримо български език. Турско основно училище има в селото през периода от 1947 г. (когато е открито като начално, а през 1956 г. е открит и среден курс на обучение.) до 1959 г. През 2016 г. Основно училище „Христо Ботев“ в село Ловец е закрито
Читалище „Надежда“ в село Ловец е основано през 1932 г. по инициатива на учителите Иван Иванов, Александър Хараланов, Дельо Маринов, Васил Николов. Към читалището функционират библиотека, състави за художествена самодейност.

## Обществени институции
Село Ловец към 2023 г. е център на кметство Ловец.
В село Ловец към 2023 г. има:
- действащо читалище „Надежда – 1962“;[16][17]
- джамия;[18]
- пощенска станция;[19]
- целодневна детска градина „Детелина“.[20]

## Културни и природни забележителности
Сондажни проучвания са направени на многослойното неолитно и халколитно селище Ловец-Ереклика, където два от жилищните хоризонти съответстват на Караново II–III и III. Изследвана е селищната могила Яръм юк (на турски: Змийската могила), населявана през ранния, средния и късния халколит, с диаметър 60 на 80 m, която е разположена на 2 km югоизточно от селото в местността Чанаджик. Днес могилата е остров в чашата на язовир Тича и е наричана Змийския остров. Спасителни археологически разкопки на Змийската могила провежда Стефан Чохаджиев през 2007 г. Дебелината на културния пласт е 4,10 m, вероятно със 7 или 8 жилищни хоризонта. Проучени са 3 гроба, като некрополът се намира на 120 m западно и югозападно от селищната могила, сега в язовир Тича.

## Други
В селото към 2005 г.: има много вилни имоти на граждани от Шумен, Търговище и Велики Преслав; има няколко търговски обекта, предлагащи хранителни стоки; инфрасткруктурата е добра; често се спира подаването на електроенергия; през лятото има режим на питейната вода; значителен е броят на безработните лица.